# Джон Форте
Джон Роберт Форте-молодший (англ. John Forte; 6 жовтня 1918 — 2 травня 1966) — американський художник коміксів, активний з початку 1940-х років, найбільш відомий як один з основних авторів DC Comics, зокрема, ранніх історій про Легіон супергероїв.
Крім того, Форте малював для Timely Comics і Atlas Comics — попередників Marvel Comics 1940-х і 1950-х років відповідно, а також для American Comics Group. Fiction House, Лева Глісона і Quality Comics. Починаючи з 1958 року він працював переважно для DC Comics, писав олівцем оповідання про Джиммі Олсена та Лоїс Лейн для сімейства книг про Супермена. Форте також був художником для «Казки химерного світу», який передував «Казки про легіон супергероїв» як головної книги Adventure Comics. Він також ілюстрував Pulp-журнали, календарі, каталоги одягу та газетну рекламу.
Джон Форте помер від раку у віці сорока семи років у Веллі-Стрім, штат Нью-Йорк, 20 травня 1966 року.

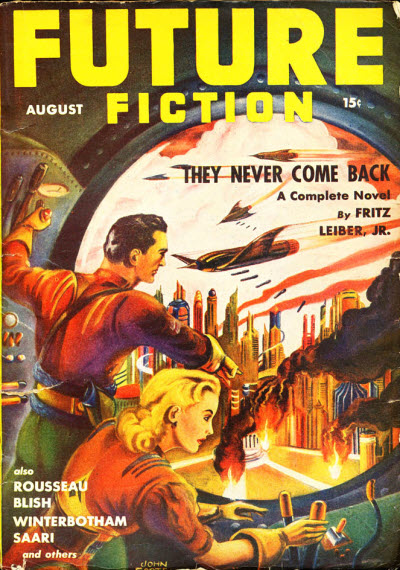
Обкладинка журналу Future Fiction, серпень 1941 року, том 1, випуск 6.
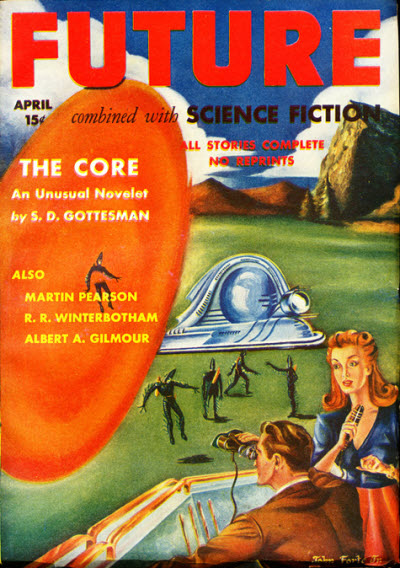
Обкладинка журналу Future, об'єднаного з журналом Science Fiction, квітень 1942 року, том 2, випуск 4.
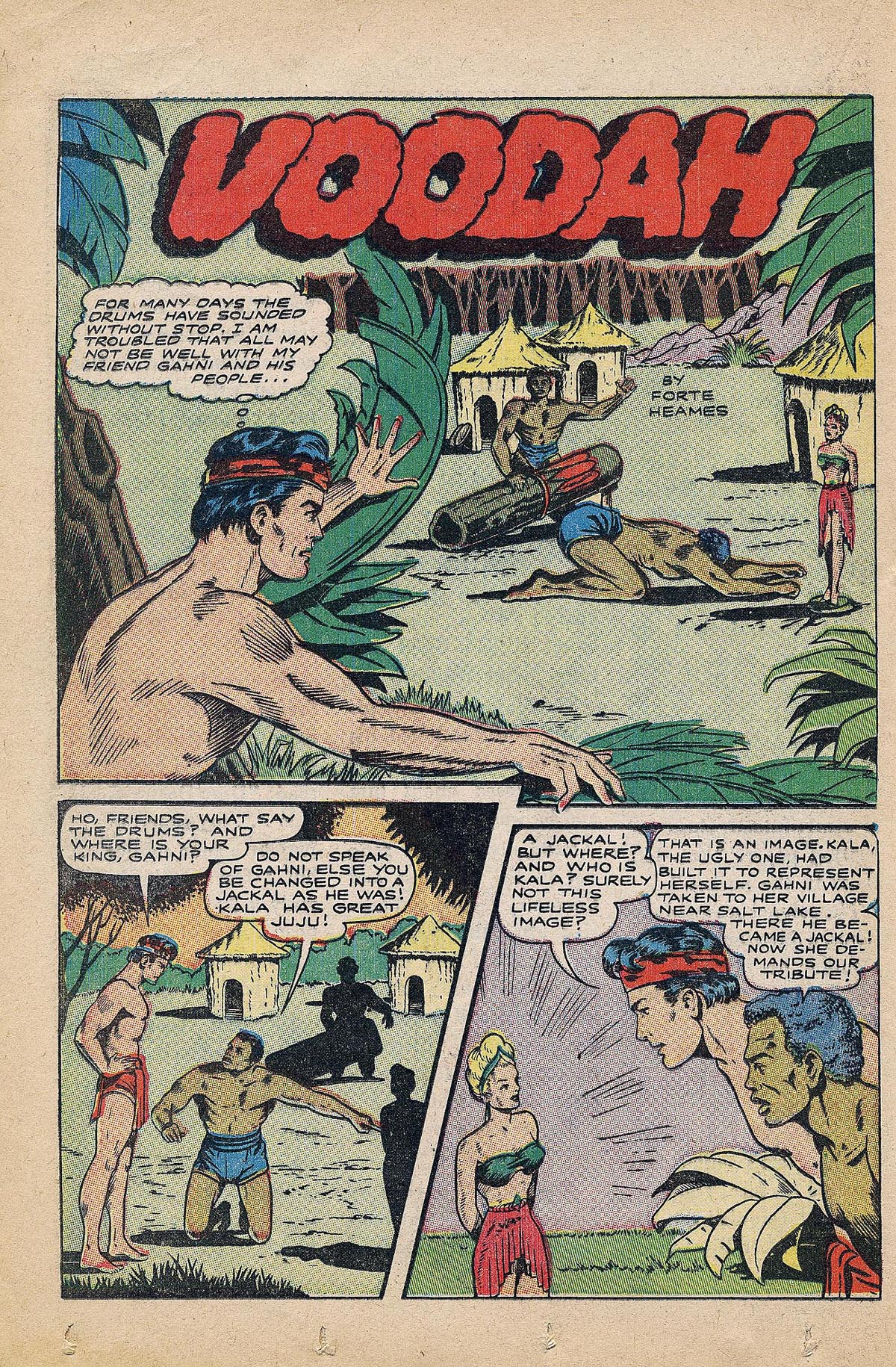
Página Crown Comics №6 (1946)